# Колективізація в УРСР

Прапор УРСР

Колективізація в УРСР — частина політики колективізації і розкуркулення в СРСР, яка проводилася в період між 1928—1933 роками шляхом створення великих колективних господарств на основі селянських дворів, які отримали назву колгоспи. Політика колективізації мала знищити ворогів робітничого класу. Ідея створення колгоспу була сприйнята селянством як повернення кріпацтва.
В радянській Україні ця політика мала драматичні наслідки для етнічного українського населення і його культури, через те, що 86 % населення мешкало в сільській місцевості. Насильницьке впровадження політики колективізації стало однією з головних причин Голодомору. В Українській РСР колективізація мала свої специфічні цілі і результати. Радянське керівництво, яке було пов'язане з колективізацією, розуміло революцію «згори», яка проходила в той час в СРСР, в більш широкому контексті.
Колгоспи були засновані на великих сільських господарствах, які знаходились у колективній власності жителів села. Врожайність, яка очікувалась, була збільшена на 150 %. Кінцевою метою колективізації було вирішення «проблеми зерна» кінця 1920-х років.
На початку 1920-х років було колективізовано лише 3 % селянства СРСР. В рамках першого п'ятирічного плану, мали бути колективізовані 20 % селянських дворів, хоча в Українській СРР їх кількість була встановлена на рівні 30 %.

## Політика колективізації

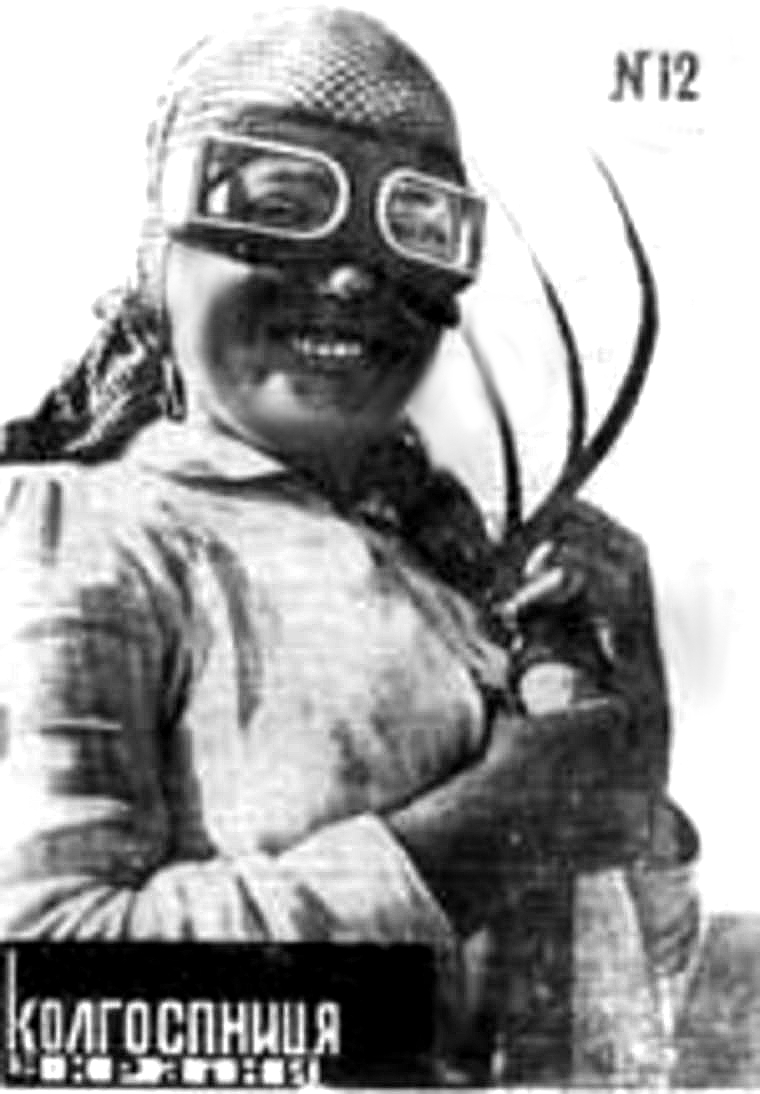
Обкладинка радянського журналу «Колгоспниця України», грудень 1932 р.

Ідеї щодо зміни індивідуального сільського господарства на колективне існували з 1917 року, але з різних причин (брак сільськогосподарської техніки, ресурсів тощо) не були широко впроваджені до 1925 року, коли на сільськогосподарський сектор було звернуто більше уваги і докладено значних зусиль для того, щоб збільшити число колгоспів та підвищити ефективність вже існуючих радгоспів. Наприкінці 1927 року, після XV з'їзду КПРС, інтенсивність колективізації підвищено.
У 1927 році посуха значно знизила урожай у південних районах УСРР і Північного Кавказу. У 1927—1928 роках озимі значно постраждали через низький рівень снігу. Незважаючи на допомогу насінням з боку держави, багато ділянок не вдалося знову засіяти. У 1928 році урожай постраждав від посухи в більшості зернових площ Української РСР. Нестача урожаю і труднощі з системою постачання викликали перебої з постачанням продовольства в міських районах і дестабілізували ситуацію з постачанням продовольства в СРСР в цілому. Для того, щоб полегшити ситуацію, систему продовольчого нормування реалізовано в другому кварталі 1928 року спочатку в Одесі, а потім поширено на Маріуполь, Херсон, Київ, Дніпропетровськ і Харків. На початку 1929 року аналогічну систему запроваджено на всій території СРСР. Незважаючи на допомогу з боку центральних органів влади, у багатьох південних сільських районах були зафіксовані випадки недоїдання, а в деяких випадках голоду. Через брак фуражу для худоби, чисельність худоби була зменшена (див. таблицю нижче). Більшість колгоспів і радгоспів пройшли ці роки з невеликими втратами, а деякі з них навіть були в змозі надавати допомогу селянам у найбільш постраждалих районах (насіння).

### Початкові стадії колективізації
Не дивлячись на інтенсивну державну кампанію, колективізація, яка була спочатку добровільною, не була популярна серед селян: на початок 1929 року, тільки 5,6 % українських господарств і 3,8 % орної землі були «колективізовані». На початку 1929 року засоби, які використовував спеціальний «Укрколгоспцентр» змінились від добровільного до примусового. До 1 жовтня 1929 року план відносно створення колгоспів був перевиконаний на 239 %. В результаті 8,8 % орної землі було «колективізовано»

### Колективізація найкоротшим шляхом
Наступним важливим кроком «суцільної колективізації» стала публікація статті Й. Сталіна в газеті «Правда» на початку листопада 1929 року. В листопаді 1929 року на пленумі ЦК ВКП(б) була прийнята постанова «Про підсумки і подальші завдання колгоспного будівництва», згідно з якою вирішили направити в колгоспи і МТС на постійну роботу 25 тисяч працівників для «керівництва колгоспами і радгоспами». Поки вони проходили короткотривалі курси, головною рушійною силою колективізації і розкуркулення в Українській СРР став «селянський комітет бідноти» («комнезами») і місцеві сільради, де комнезами мали більшість голосів. 10 грудня 1929 року, з'явився наказ про колективізацію худоби протягом 3-х місяців (тяглових тварин 100 %, великої рогатої худоби 100 %, свиней 80 %, овець і кіз 60 %). Це змусило багатьох селян забити худобу. На 1 січня 1930 року частка колективізованих господарств збільшилася майже вдвічі (до 16,4 % загального числа господарств).
| Рік  | Загалом Коней | Тяглові Коні | Всього худоби | Рогата худоба | Бики | Корови | Свині  | Вівці і Кози |
| ---- | ------------- | ------------ | ------------- | ------------- | ---- | ------ | ------ | ------------ |
| 1927 | 5056.5        | 3900.1       | 8374.5        | 805.5         | …    | 3852.1 | 4412.4 | 7956.3       |
| 1928 | 5486.9        | 4090.5       | 8604.8        | 895.3         | 32.8 | 3987.0 | 6962.9 | 8112.2       |
| 1929 | 5607.5        | 4198.8       | 7611.0        | 593.7         | 26.9 | 3873.0 | 4161.2 | 7030.8       |
| 1930 | 5308.2        | 3721.6       | 6274.1        | 254.8         | 49.6 | 3471.6 | 3171.8 | 4533.4       |
| 1931 | 4781.3        | 3593.7       | 6189.5        | 113.8         | 40.0 | 3377.0 | 3373.3 | 3364.8       |
| 1932 | 3658.9        | …            | 5006.7        | 105.2         | …    | 2739.5 | 2623.7 | 2109.5       |
| 1933 | 2604.8        | …            | 4446.3        | 116.9         | …    | 2407.2 | 2089.2 | 2004.7       |
| 1934 | 2546.9        | 2197.3       | 5277.5        | 156.5         | 46.7 | 2518.0 | 4236.7 | 2197.1       |

Незважаючи на сумнозвісну постанову від 5 січня 1930 року, в якій крайній термін для повної колективізації Української СРР було встановлено на період з кінця 1931 до весни 1932 року влада Української СРР вирішила прискорити завершення кампанії до осені 1930 року, але очікування не виправдались навіть без допомоги 7500 «двадцятип'ятитисячників», які досягли деяких районів тільки до середини лютого-березня 70,9 % орних земель і 62,8 % селянських дворів були швидко колективізовані. План «розкуркулення» був також «перевиконаний». Майже 200 000 сімей (3,8 % загальної кількості селянських дворів) були залишені без майна, землі і будинків. Деякі з селян були арештовані й депортовані «на північ». Багато заарештованих «куркулів» і «заможних» фермерів переселялись разом зі своїми сім'ями на Урал і в Середню Азію, де вони часто використовувалися в таких галузях економіки, як лісозаготівля. Термін «куркуль» став застосовуватись до тих, хто опирається колективізації, бо багато хто з так званих «куркулів» були заможні не більше, ніж звичайний селянин.

### «Запаморочення від успіхів»
Прискорення колективізації викликало численні селянські бунти в УСРР і в інших частинах СРСР. У відповідь на ці повстання, 2 березня 1930 року в газеті «Правда» Сталін опублікував статтю «Запаморочення від успіхів». Незабаром були видані численні накази й розпорядження про заборону застосування сили й адміністративних методів. Деякі з помилково «розкуркулених» отримали свою власність назад і навіть деякі з депортованих повернулись додому, але в незначній кількості — більшість залишилась там, куди їх депортували. Відбувся зворотній процес: якщо станом на 1 травня 1933 року 38,2 % селянських господарств Української СРР і 41,1 % орних земель були колективізовані, то до кінця серпня ці цифри знизились до 29,2 % і 35,6 % відповідно.

### Друга примусова «добровільна» колективізація
Друга примусова «добровільна» колективізація розпочалась в зимово-літній період 1931 року за допомогою бригад, що складались з колгоспних «ударників». Багато «куркулів» разом з сім'ями були депортовані з Української СРР. Згідно розсекречених даних, близько 300 тисяч селян в Українській СРР (з 30 мільйонного населення) стали жертвами цих заходів. Українці складали 15 % від 1,8 млн «куркулів». 20 липня 1931 року — як відповідь на численні регіональні запити про додаткові депортації кулаків, Політбюро ЦК ВКП(б) прийшло до висновку, що «стратегічне завдання партії було майже досягнуто, подальші депортації повинні здійснюватись тільки у окремих випадках». Ця друга примусова «добровільна» колективізація також викликала затримку в посівах. В результаті, зернові культури сильно постраждали від посухи 1931 року. Протягом зими і весни 1930—1931 рр., Наркомзем УСРР опублікував кілька звітів про значне скорочення поголів'я худоби, викликане відсутністю корму і через «саботаж куркулів».
Згідно першої п'ятирічки, українське сільське господарство мало перейти від виключної орієнтації на зернові до більш різноманітної продукції. Це передбачало збільшення посівів цукрового буряку і культур, які будуть використані у промисловості (наприклад бавовнику, який вирощувався з 1931 року). У цій п'ятирічці передбачалось зменшення посівних площ зернових і збільшення площ для посіву інших культур, підвищення врожайності. 1 липня 1931 року 65,7 % господарств і 67,2 % орних земель були «колективізовані». Площі, де вирощувались важливі культури — зернові й цукровий буряк, були колективізовані на 80-90 %

### Уточнення суцільної колективізації
Постанова ЦК ВКП(б) від 2 серпня 1931 року зазначала значення терміна «суцільна колективізація» — повною буде вважатись колективізація не 100 % домогосподарств, а не менш 68—70 % селянських домогосподарств і не менше ніж 75—80 % орних земель. Відповідно до тієї ж постанови «суцільна колективізація» на Північному Кавказі (Кубань) — об'єднання 88 % домогосподарств і 92 % орних земель, в Південній Україні — 85 % і 94 % відповідно, правий берег України — 69 % і 80 % відповідно, у Молдавській АСРР — 68 % і 75 % відповідно.
Станом на початок жовтня 1931 року, було колективізовано 68 % селянських дворів, а також 72 % орних земель.

### План 1931 року
| Рік  | Вироблено             | Зібрано                   |
| ---- | --------------------- | ------------------------- |
| 1927 | 18.67                 | 0.83 тільки основний збір |
| 1928 | 13.88                 | 1.44                      |
| 1929 | 18.7                  | 4.56                      |
| 1930 | 22.72                 | 6.92                      |
| 1931 | 18.34                 | 7.39                      |
| 1932 | 14.65                 | 4.28                      |
| 1933 | 22.29 (включає сорго) | 5.98                      |

План хлібозаготівлі в Українській СРР, який був прийнятий на 1931 рік був більш оптимістичним — 510 мільйонів пудів. Проте, посуха, адміністративний розподіл плану по колгоспах, а також відсутність відповідного управління дестабілізувало ситуацію. Значні обсяги зерна залишалися незібраними. Значний відсоток був втрачений під час обробки і транспортування, або зіпсований на елеваторах (вологе зерно). Загальна площа озимих посівів скоротилася приблизно на 2 млн га. Тваринництво в колгоспах залишилось без кормів, які були забрані для покриття державних хлібозаготівель. Подібне явище відбулося і в відношенні насіння і заробітної плати, яка виплачувалась колгоспникам у натуральній формі. Проте, збір зерна тривав до травня 1932 року, але досяг лише 90 % очікуваних планових показників. До кінця грудня 1931 року план збору був виконаний на 79 %. Багато колгоспів з грудня 1931 року страждали від нестачі їжі, що призводило до збільшення числа смертей, викликаних недоїданням, зареєстрованим ОГПУ в деяких районах (Молдавській АРСР у цілому та декількох центральних районах Вінницької, Київської та північно-східних районах Одеської областей) в зимово-весняний період і на початку літа 1932 року до 1932 посівна кампанія Української СРР розпочалась при мінімальній потужності, більшість коней були непрацездатними, кількість доступних сільськогосподарських тракторів була занадто мала, щоб заповнити цю прогалину.

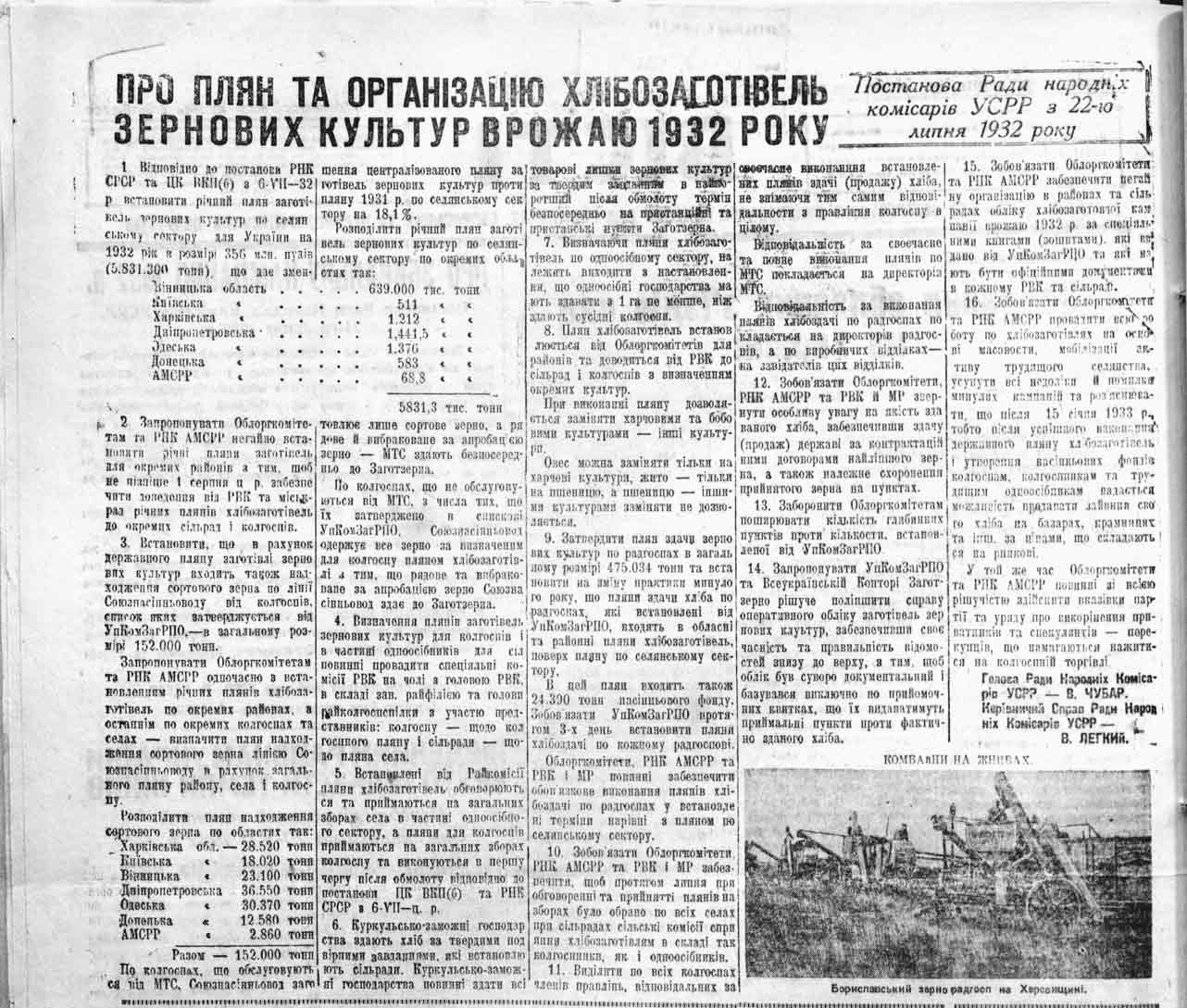
Стаття з радянської газети з початковим планом хлібозаготівель 1932 року для колгоспів і селян — 5,831.3 тис. тонн + для радгоспів 475,034 тонн

Спекулятивні ціни на продукти харчування в кооперативах (які були в 5-10 разів більше, в порівнянні з сусідніми радянськими республіками) викликали значний рух селян в пошуках хліба. Були зроблені спроби впоратися з цією проблемою шляхом введення квот на всі привозні продукти, проте це мало допомогло. На прохання Косіора ці квоти були зняті Сталіном наприкінці травня 1932 року. В доповіді ГПУ від липня 1932 року згадуються «труднощі з продовольством» у 127 районах (з 484), визнається той факт, що вони не мали інформації щодо всіх регіонів. Після опублікування Постанови Раднаркому про «Колгоспну торгівлю», опубліковану у травні, з'явились чутки серед селян, що колективізацію «відкотили» назад, як на весні 1930 року. У результаті, число селян, які залишили колгоспи значно зросла.

### Ситуація 1932 року
Уряд Української СРР намагався виправити ситуацію маючи внутрішні ресурси, але це не мало великого успіху — виведення продуктів харчування з інших регіонів Української СРР вичерпало свої власні обмежені запаси. Починаючи з лютого 1932 року після адміністративно-територіальної реформи (створення області) — у Москві було більш відомо про ситуацію з зерном ніж в Українській СРР. У травні, у відчайдушній спробі змінити ситуацію, радянський уряд виділив 7,1 млн пудів зерна для виробництва продуктів харчування для Української СРР і було повернено не менше 700 тракторів, призначених для інших регіонів СРСР. Станом на липень, загальна сума допомоги, що надається з радянських органів для харчування, посіву і корму для «сільськогосподарського сектора», складала понад 17 млн пудів.
З огляду на ситуацію в Українській СРР, головний план збору зерна був знижений на 18,1 %, в порівнянні з планом 1931 року. Урожай в колгоспах, як очікувалось, мав складати близько 4,751.2 тис. тонн. Крім того, українські колгоспи і радгоспи повинні були повернути 132,750 тонн зерна, які були надані навесні 1932 року як допомога. Був прийнятий план збору зерна на липень 1932 року — 19,5 млн пудів.
Фактичний стан був катастрофічним, до 31 липня було зібрано тільки 3 млн пудів (у 1931 році — 21 млн пудів). Станом на 20 липня було зібрано половина урожаю у порівнянні з 1931 роком. Радгоспи засіяли тільки 16 % від загальної площі.
| Область (адміністративні кордони наприкінці 1932) | Кількість колгоспів | % колективізованих господарств |
| ------------------------------------------------- | ------------------- | ------------------------------ |
| Київська область                                  | 4,053               | 67.3                           |
| Чернігівська область                              | 2,332               | 47.3                           |
| Вінницька область                                 | 3,347               | 58.9                           |
| Харківська область                                | 4,347               | 72.0                           |
| Дніпропетровська область                          | 3,399               | 85.1                           |
| Одеська область                                   | 3,594               | 84.4                           |
| Донецька область                                  | 1,578               | 84.4                           |
| Молдавська АРСР                                   | 620                 | 68.3                           |
| Українська СРР                                    | 23,270              | 69.0 (77.1 % орних земель)     |

Ця невідповідність між планом і фактичним виробництвом виросла наприкінці того року. Мало бути експортовано 190 тисяч тонн зерна, проте 27 серпня 1932 року ця цифра становила 20 тисяч тонн. Українська СРР зіткнулася з труднощами в забезпеченні запланованої кількості їжі і в результаті система постачання була направлена для забезпечення їжею міських районів. Ця система стала основним джерелом доставки продовольства в міста. В той час не було альтернативи, не було кооперативної торгівлі, а чорний ринок став занадто дорогим і ненадійним. Станом на 25 жовтня, план зі збору зерна був знову знижений, від кількості, передбаченої в плані від 22 серпня 1932 року. Проте урожай досяг лише 39 % запланованого.Друге зниження склало — 70 мільйонів пудів, але як і раніше вимагало завершення плану на 100 %. Спроби досягти нових цілей виробництва виявилися марними вже наприкінці 1932 року, 29 листопада. Для завершення плану Українська СРР повинна була зібрати 94 мільйони пудів, 4,8 з них з радгоспів. Станом на 2 січня, план був знову знижений, до 62,5 млн пудів. Пізніше, 14 січня, план був знижений навіть далі — на 29,4 мільйона пудів, до 33,1 мільйона. У Вінницькій, Київській областях і у МСРР виконали знижений план 1932 року, проте без зерна для посіву. Сумарні залишки в Українській СРР склали 22,1 млн пудів. У той же час, ГПУ повідомило, про голод в Київській і Вінницькій областях, тому воно також приступило до здійснення заходів щодо виправлення ситуації. До 29 січня Харківська область також виконала план зі збору зерна. Незважаючи на ці очевидні успіхи у хлібозаготівлі, загальна кількість зерна зібрана на 5 лютого була всього 255 мільйонів пудів (у порівнянні з 440 млн пудів в 1931 році), тоді як число «випадків голоду і недоїдання», які були зареєстровані ГПУ УСРР, збільшувалась кожен день, особливо в сільській місцевості та малих містах.
| Рік  | Вироблено | Зібрано | Залишок   | Залишок у % до виробленого зерна |
| ---- | --------- | ------- | --------- | -------------------------------- |
| 1930 | 73-77     | 22.1    | 51-55     | 30.2-28.7                        |
| 1931 | 57-65     | 22.8    | 34-43     | 40-35.1                          |
| 1932 | 55-60     | 18.5    | 36.5-41.5 | 33.6-30.8                        |
| 1933 | 70-77     | 22.7    | 47.3-54.3 | 32.4-29.5                        |

На початку 1932 року 69 % господарств були колективізовані. Незважаючи на те, що кілька інших регіонів СРСР були колективізовані більшою мірою, вплив колективізації на українське сільське господарство був дуже суттєвим.
У той час, коли колективізація мала негативні наслідки в сільськогосподарському виробництві в цілому у всіх регіонах, Україна вже давно була найпродуктивнішим сільськогосподарським виробником, забезпечуючи понад 50 % експортованого зерна і 25 % загального обсягу виробництва зерна в Російській імперії в 1913 році. Були використані більш як 228 936 км² (56,571 млн акрів) земель, 207,203 км² (51,201 млн акрів) під зернові, або 90,5 % загальної площі орних земель.
Ступінь залежності від сільського господарства свідчив про те, що наслідки поганого врожаю можуть бути дуже значними. Це було вже давно відомо керівництву й на той час, коли прогнози сільськогосподарського виробництва були скориговані, виправити негативні наслідки катастрофічно низького рівня урожаю не вдалось. У 1932 році загальний урожай країни мав становити 29,5 млн т зерна з 90,7 млн т виробленого зерна. Але фактичний результат був катастрофічним 55—60 млн т. Держава отримала лише 18,5 млн т зерна. Загальний радянський урожай був практично такий самий як і в 1930 і 1931 роках — близько 22,8 млн т. У 1932 році урожай був значно скорочений — до 18,5 млн т; в Українській СРР цей показник був ще нижчим.

### Колективізація Західної України[18]
Сільське господарство за підсумками четвертої п’ятирічки досягло лише 90% довоєнного рівня. До головних причин відставання сільського господарства у 1945—1953 рр. слід віднести:
- наслідки військових дій;
- відсутність економічної самостійності колгоспів та радгоспів у поєднанні з недостатнім фінансуванням з боку держави;
- жорстока та негнучка аграрна політика, які ігнорувала інтереси сільгоспвиробників;
- важке матеріальне становище трудівників села, відсутність зацікавленості в результатах праці;
- голод 1946 –1947 рр.Більше того сільське господарство мало стати одним з головних джерел відбудови народного господарства, саме тому, основний тягар ліг на українське селянство, яке було прикріплене до колгоспів. Перед війною частка чоловіків серед працездатних колгоспників становила 49%, а в останньому воєнному році - трохи більше 20%. У МТС катастрофічно не вистачало техніки, запчастин та пального. Щоб активізувати працю селян влада продовжувала практикувати соціалістичні змагання, продовжувався наступ на українське селянство, 21 лютого 1948 р. було видано указ Президією Верховної Ради СРСР "Про виселення з УРСР осіб, які злісно ухиляються від трудової діяльності в сільському господарстві і ведуть антигромадський, паразитичний спосіб життя".

Голод 1946-1947 рр. В 1946 р. в Україні склались дуже несприятливі природні умови. Малосніжна зима та посуха влітку призвели до загибелі майже 900 тис. га зернових. На уцілілих площах урожай зернових культур складав лише 3,8 центнера з гектара (показник 1940 р. — 12 центнерів з гектара). Такими ж низькими були врожаї інших культур — картоплі та овочів. Внаслідок нестачі кормів загострилась ситуація в тваринництві. Навіть в таких екстремальних умовах замість допомоги сільському господарству держава продовжувала вимагати від колгоспів виконання плану хлібозаготівель. Більше того, не зважаючи на неврожай союзний уряд підвищив норми заготівель зерна для УРСР. Для виконання плану нереальних хлібозаготівель влада часто вдавалась до репресивних заходів. Неминучим наслідком такої політики став голод взимку 1946—1947 рр., який у тій чи іншій мірі охопив всі області України за винятком західних. Усього у 1946—1947 р. від голоду померло близько 800 тис. осіб, з них найбільше в Харківській, Запорізькій, Ворошиловградській, Сталінській та Одеській областях.